# Roland Guillas
Roland Guillas (Lorient, Francia; 23 de septiembre de 1936-Mérignac, Gironda; 9 de noviembre de 2022) fue un futbolista francés que jugaba en la posición de centrocampista.

## Carrera

### Club
| Periodo   | Club             |
| --------- | ---------------- |
| 1954–1960 | Bordeaux         |
| 1960–1962 | AS Saint-Étienne |
| 1962–1963 | FC Grenoble      |
| 1963–1964 | FC Rouen         |
| 1964–1967 | Bordeaux         |
| 1967–1971 | FC Lorient       |
| 1971–1973 | AS Angoulême     |
| 1973-1981 | AS Saint-Médard  |

### Selección nacional
Jugó para Francia en nueve ocasiones de 1958 a 1962 con la que anotó un gol.

### Entrenador
Dirigió al FC Lorient en 2002, con el que ganó la Copa de Francia.

## Logros
- Copa de Francia: 2

1962 (como jugador), 2002 (como entrenador)